# Kirche von Västerplana
Die Kirche von Västerplana liegt an der Nordseite des Berges Kinnekulle etwa 25 Kilometer nordwestlich der schwedischen Stadt Lidköping.
Der älteste Teil der Kirche mit dem Turm stammt aus dem 12. Jahrhundert. Von 1723 bis 1733 wurden zwei große Kreuzarme angebaut und das Langhaus um 90 Grad gedreht, sodass der alte Chor nun eine Seitenkapelle ist und der Turm die Eingangshalle beherbergt. Prächtige Deckenmalereien aus dieser Zeit prägen das Innere der Kirche.
Im alten Chor befindet sich ein Taufstein des Meisters Othelric aus der ersten Hälfte des 12. Jahrhunderts. Weitere bemerkenswerte Inventare sind mehrere mittelalterliche Holzskulpturen, darunter eine Madonna von 1200 sowie der spätbarocke Altar und die Kanzel.

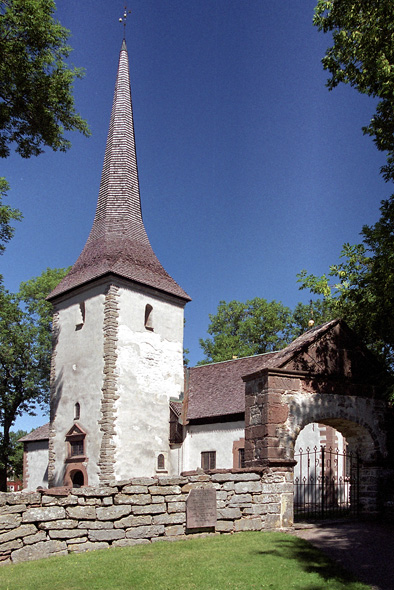
Kirche von Västerplana
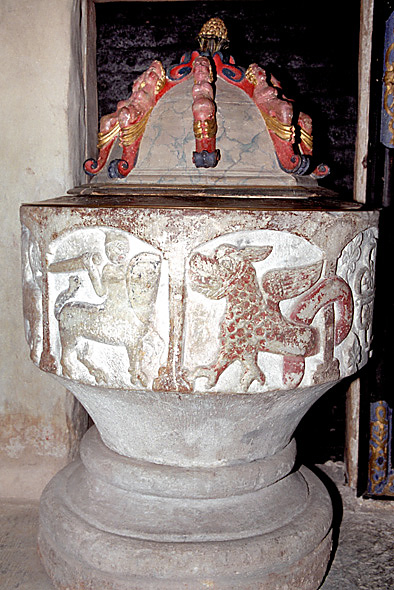
Taufstein aus dem 13. Jahrhundert mit barockem Deckel
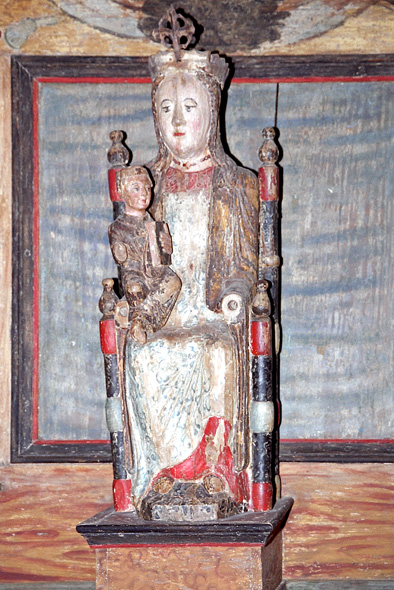
Madonnenskulptur, um 1200